# Casa al carrer del Forn, 15 (Hostalric)
L'edifici situat al Carrer del Forn, 15 d'Hostalric (Selva) és una obra inclosa en l'Inventari del Patrimoni Arquitectònic de Catalunya.

## Descripció

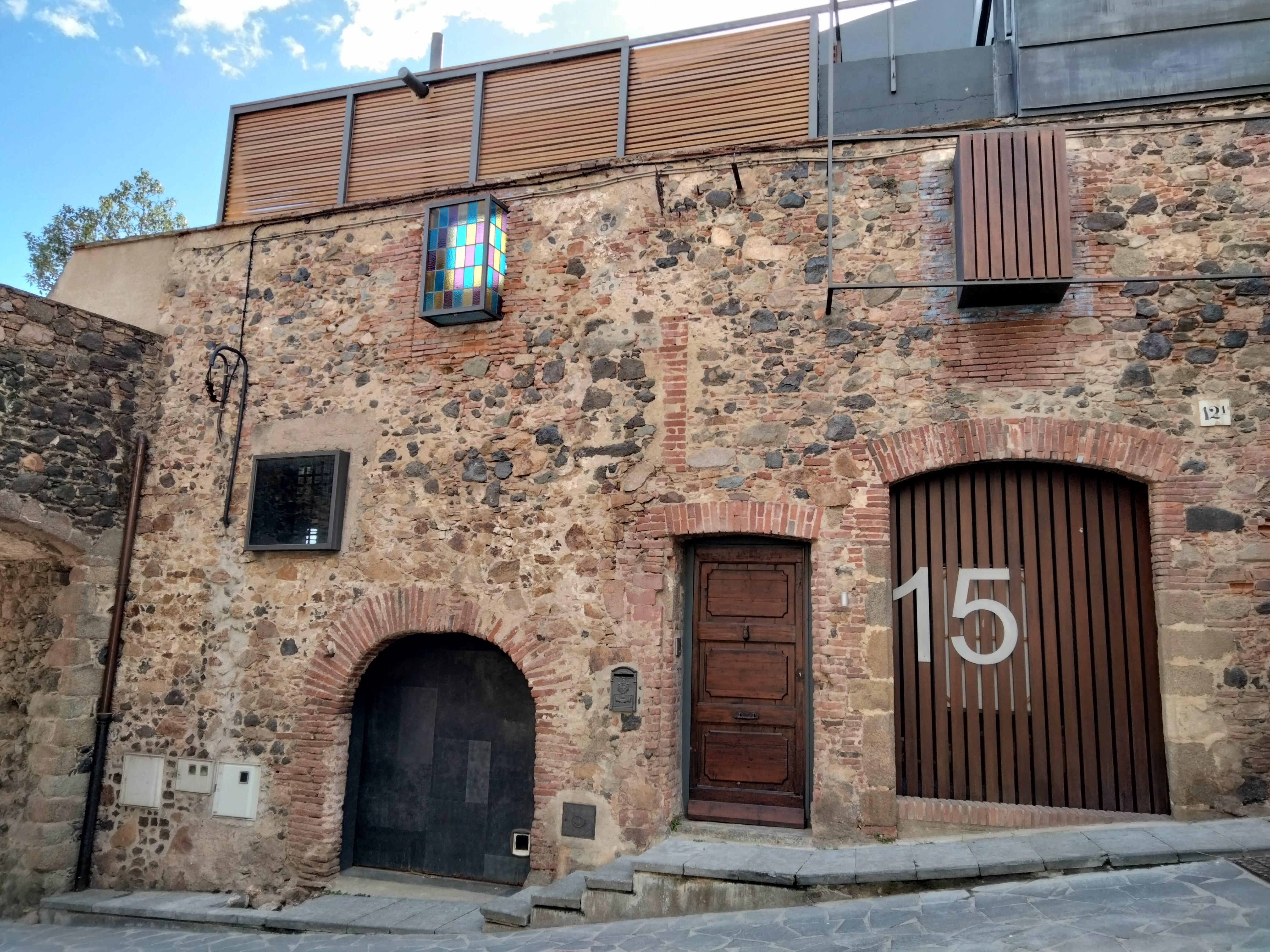
Façana del carrer del Forn, amb les antigues tres cases reaprofitades

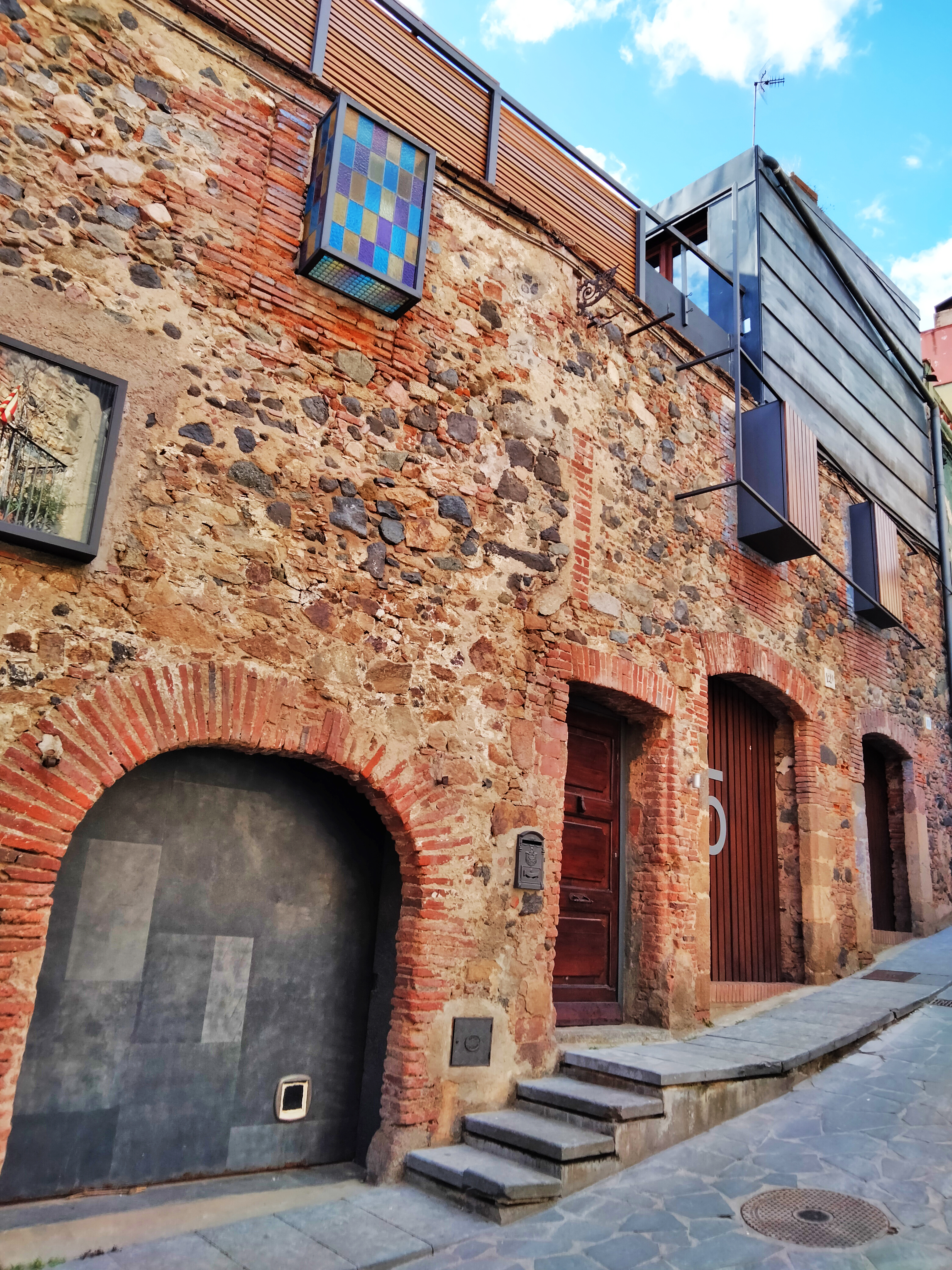
Continuació de la façana, carrer del Forn amunt

En l'espai que ocupaven tres antigues cases i aprofitant el pany de muralla del segle xiv, s'hi ubicà una estructura cúbica feta de ferro, fusta i pedra. L'estructura, que s'adapta perfectament a l'entorn natural (des de fora i des de dins, a l'estil de la casa Kaufman de Frank Lloyd Wright) està oberta per tots els costats amb grans obertures que ofereixen unes vistes increibles a l'entron natural de la Tordera i el poble d'Hostalric.
Al carrer del Forn, la façana és encara la de les tres cases que van ser enderrocades. Aquí hi ha l'accés a l'habitatge, precedit per un pati interior. A la façana que dona al riu, amb la muralla, és des d'on es pot apreciar l'estructura cúbica. Tres cases en estat ruïnós van ser enderrocades per construir-hi un habitatge nou que s'articula perfectament amb la muralla del segle xiv.